# Jürgen Pommerenke
Jürgen Pommerenke (Wegeleben, 22 de janeiro de 1953) é um ex-futebolista profissional alemão que atuava como meio-campo, medalhista olímpico.

## Títulos
Alemanha Oriental
- Jogos Olímpicos Bronze em: 1976

## Ligações Externas
- Perfil na Sports Reference